# Thoosa calpulli
Thoosa calpulli är en svampdjursart som beskrevs av Carballo, Cruz-Barraza och Gomez 2004. Thoosa calpulli ingår i släktet Thoosa och familjen borrsvampar. Inga underarter finns listade i Catalogue of Life.